# 江村 (歙县)
江村，是中华人民共和国安徽省黄山市歙县北乡桂林镇下辖的一个村。位于布射河畔。位于桂林镇西，比邻县城和县经济开发区，全村辖16个村民小组，1756户5232余人，总面积6.8平方公里，外出务工997人，主要在浙江湖州、杭州等地。
北宋年间，江汝刚出任歙州通判，济阳江姓一脉开始落户江村。
江村七间楼（“恩褒双节”门坊）建于明崇祯六年（1633年），为歙县文物保护单位。2022年，在美丽乡村建设中，七间楼得以凸显出来。

## 人物
- 江东之（1545—1599），字长信，号念所，明朝政治人物。万历丁丑（1577年）进士，官至贵州巡抚。
- 江春（1720一1789）：清代两淮盐商，在扬州建有康山草堂